# Ван Синьсинь
Ван Синьсинь (кит. упр. 王新欣, пиньинь Wáng Xīnxīn, 27 апреля 1981, Шэньян, провинция Ляонин, КНР) — бывший китайский футболист и футбольный тренер, игравший на позиции полузащитника за клубы Китая и национальную сборную. В настоящее время — главный тренер клуба первой лиги Китая «Гуйчжоу Хэнфэн».

## Карьера

### Клубная
Ван Синсинь начал карьеру в ФК «Ляонин», сначала в молодёжном составе, однако провёл в нём всего два года и в сезоне 2002 был переведён в основу клуба. В дебютном сезоне сразу же стал игроком основы, провёл 25 матчей и забил девять голов. Как атакующий полузащитник привлёк внимание действующего чемпиона Суперлиги «Шэньчжэнь Цзяньлибао», в который перешёл на правах аренды в сезоне 2005 года. Однако в новом для себя клубе игрок не смог показать свои лучшие качества, а команда неожиданно финишировала лишь на 12-1 строчке. После неудачного сезона в «Шэньчжэне» Ван Синсинь вернулся в «Ляонин», где вновь стал игроком основы и провёл в нём три сезона до понижения в классе по итогам розыгрыша 2008 года.
В сезоне 2009 году игрок перешёл в «Тяньцзинь Тэда», сумма трансфера составила 4 млн юаней, а Ван смог принять участие в квалификационном раунде Лиги чемпионов Азии. В новом для себя турнире сыграл в четырёх матчах, однако дальше «Тяньцзинь» не пошёл. Ван достаточно быстро стал игроком основы, однако клуб в этом году не смог повторить предыдущие достижения и закончил сезон шестым в Суперлиге по итогам 2009 года. Это привело к перестановкам на тренерском мостике команды — в клуб пришёл известный специалист Ари Хан, а Ван Синсинь стал капитаном. Тренерская работа существенно отразилась на результатах — в сезоне 2010 года «Тяньцзинь» стал серебряным призёром и смог принять участие в розыгрыше Лиги чемпионов Азии 2011. В турнире команда успешно вышла из группы, однако на стадии 1/8 финала проиграла представителю Южной Кореи «Чонбук Моторс». Несомненным успехом стал финал Кубка 2011 года, в котором была одержана победа над «Шаньдун Лунэн» со счётом 2-1. Забил единственный мяч в Суперкубке 2012 года, однако этого не хватило для победы.
Ван завершил карьеру футболиста в июле 2016 года.

### Международная
После впечатляющего старта в «Ляонине», Ван привлек внимание тренеров национальной сборной, которую возглавил Ари Хан. Хан вызвал его на игру против сборной Сирии, которая состоялась 7 декабря 2002 года. Его команда одержала победу со счётом 3-1, а сам он забил в игре дебютный гол за сборную. После нескольких товарищеских матчей он всё же не смог пройти в основу. После перехода в «Тяньцзинь Тэда» игрок вызывался в сборную лишь однажды, когда новый тренер Гао Хунбо вызвал Ван Синсиня на матч против сборной Германии. Матч состоялся 29 мая 2009 года и завершился ничьей 1-1.

## Карьера тренера
26 ноября 2019 года Ван Синьсинь был назначен главным тренером клуба «Гуйчжоу Хэнфэн».

## Достижения
Тяньцзинь Тэда:
- Обладатель Кубка Китая: 2011
- Финалист Суперкубка Китая: 2012